# Giuseppe Vedovato

Giuseppe Vedovato (Greci, 13 marzo 1912 – Roma, 18 gennaio 2012) è stato un politico italiano.

## Biografia
Vedovato approdò a Firenze nel 1930 per iscriversi al Regio istituto superiore di scienze sociali e politiche Cesare Alfieri, allora il massimo luogo italiano di formazione politica, economica e sociale.
Essendo rimasto orfano di guerra dal 1916 e di madre dal 1924 e non avendo beni di fortuna familiari, si mantenne durante gli studi facendo l'impiegato alla società telefonica TETI.
Nel 1937 fu nominato redattore capo della Rivista di studi politici internazionali fondata tre anni prima come organo dello "Studio fiorentino di politica estera". Tuttavia Vedovato non fu presente solamente nell'ambiente universitario ma, in una Firenze tanto vivace culturalmente, frequentò salotti e circoli. L'appartenenza al laicato cattolico gli aprì le porte dei palazzi ecclesiastici e della politica. Così il 7 dicembre 1952 entrò a far parte della giunta centrale dell'Azione cattolica fiorentina. 
Nel frattempo fu eletto per la Democrazia Cristiana consigliere provinciale nel 1951 e nel 1953 deputato, entrando nella delegazione italiana all'assemblea parlamentare del Consiglio d'Europa; fu eletto Presidente dall'Assemblea parlamentare del Consiglio d'Europa dal 1972 al 1975.
Lasciò Montecitorio nella VI legislatura diventando senatore, carica che mantenne sino al 1976.
Rimasero famose le sue dimissioni da sottosegretario alla giustizia nel governo Leone II dopo pochi giorni dalla nomina, perché si trattò di uno dei pochissimi casi di rifiuto di una poltrona molto ambita dagli altri parlamentari. Nel 1975 avanzò la prima proposta di modifica del sistema delle immunità parlamentari, mediante l'abrogazione dell'autorizzazione a procedere di cui denunciò l'abuso. Nel 1976 concluse la sua esperienza all'assemblea parlamentare del Consiglio d'Europa con una relazione sulla necessità di unità politica del vecchio continente, discussa congiuntamente alla relazione del britannico Geoffrey de Freitas.
Fu poi presidente dell'Associazione Nazionale degli ex-Parlamentari della Repubblica e, nel 2003, l'assemblea parlamentare del Consiglio d'Europa gli attribuì il titolo di presidente onorario.
Professore emerito di storia dei trattati dell'Università di Roma. È autore di moltissimi contributi di politica internazionale.
Guidò missioni diplomatiche in molti paesi africani, asiatici e dell'America Latina.
È morto quasi centenario nel Policlinico Universitario "Agostino Gemelli" di Roma il 18 gennaio 2012.